# Jan Kirszrot

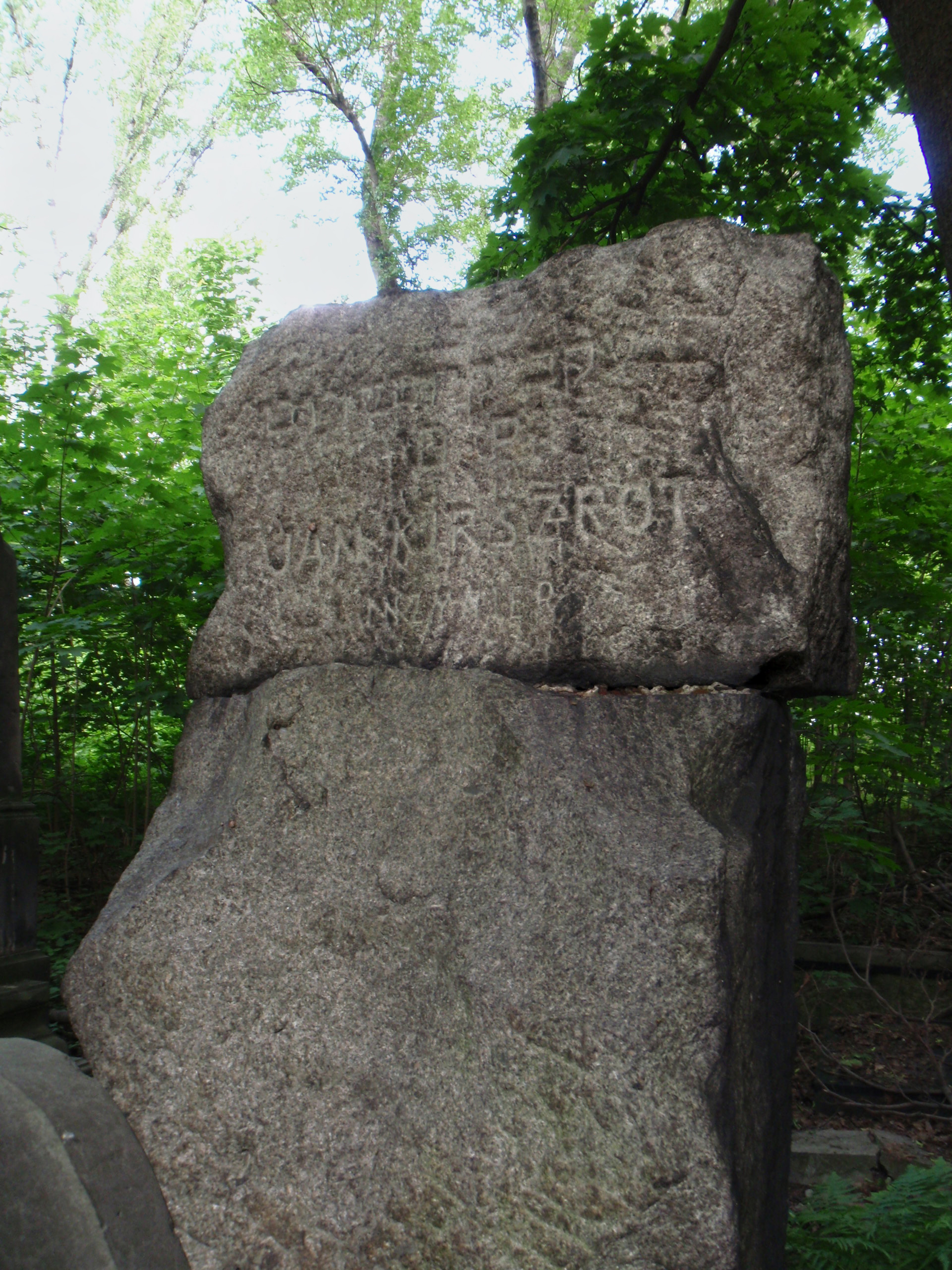
Grób Jana Kirszrota na cmentarzu żydowskim w Warszawie

Jan Kirszrot (ur. 1879, zm. 1912) – polski działacz społeczny i nauczyciel żydowskiego pochodzenia, syjonista.
Początkowo studiował w Niemczech, lecz później przeniósł się do Warszawy, gdzie studiował na Politechnice. Po ukończeniu studiów i odbyciu praktyki w Niemczech został dyrektorem szkoły rzemieślniczej fundacji Jarocińskich w Łodzi. Założył pierwszy w tym mieście klub rzemieślniczy.
W czasie studiów założył kółko syjonistyczne Safrus. Później publikował w czasopismach Safrus, Wschód i Głos Żydowski.
Jest pochowany na cmentarzu żydowskim przy ulicy Okopowej w Warszawie (kwatera 71, rząd 3). Jego nagrobek został zaprojektowany przez Szymona Kratkę.